# 岩槻邦男
岩槻 邦男（いわつき くにお、1934年7月15日 - ）は、日本の植物学者。東京大学名誉教授、文化功労者。

## 人物
兵庫県氷上郡柏原町（現・丹波市）生まれ。兵庫県立柏原高等学校を経て1957年京都大学理学部植物学科卒業。1965年同大学院理学研究科博士課程修了、「Taxonomy of the thelypteroid ferns with special reference to the species of Japan and adjacent regions」で理学博士。京都大学理学部助教授、1972年教授、1981年東京大学理学部附属植物園教授兼任、83年専任、植物園長、1994年植物の多様性の解析と保全生物学的研究で日本学士院エジンバラ公賞受賞、1995年定年退官、名誉教授、立教大学教授、2000年放送大学教授、兵庫県立人と自然の博物館館長、同名誉館長。2007年文化功労者。2009年瑞宝重光章。2016年第24回コスモス国際賞。
ヒメシダ科（Thelypteridaceae) の種、Coryphopteris iwatsukii Holttumに献名されている。

## 著書
- 『陸上植物の種』東京大学出版会 1979
- 『植物とつき合う本 植物分類学への序章』研成社 のぎへんのほん 1983
- 『日本絶滅危惧植物』海鳴社 1990
- 『多様性の生物学』岩波書店 生物科学入門コース 1993
- 『植物からの警告 生物多様性の自然史』日本放送出版協会 NHKブックス 1994
- 『シダ植物の自然史』東京大学出版会 1996
- 『文明が育てた植物たち』東京大学出版会 1997
- 『シルクロードに生きる植物たち』研成社 のぎへんのほん 1998
- 『東京樹木めぐり』海鳴社 1998
- 『根も葉もある植物談義』平凡社・自然叢書 1998
- 『生命系 生物多様性の新しい考え』岩波書店 1999
- 『生物講義 大学生のための生命理学入門』裳華房 2002
- 『多様性からみた生物学』裳華房 2002
- 『日本の植物園』東京大学出版会 2004
- 『図説生物学30講 植物編 1 植物と菌類30講』朝倉書店 2005
- 『図説生物学30講 植物編 2 植物の利用30講 植物と人とのかかわり』朝倉書店 2006
- 『日本の消えゆく植物たち』研成社 2007
- 『生物多様性のいまを語る』研成社 のぎへんのほん 2009
- 『生物多様性を生きる』ヌース出版 ヌース教養双書 2010
- 『生命（いのち）のつながりをたずねる旅』ミネルヴァ書房 シリーズ「自伝」my life my world　2012
- 『図説生物学30講 環境編 2 系統と進化30講 生き物の歴史を科学する』朝倉書店 2012
- 『桜がなくなる日 生物の絶滅と多様性を考える』平凡社新書 2013
- 『新・植物とつきあう本』研成社 2013
- 『陸上植物の種（新装版）』東京大学出版会 2013
- 『ナチュラルヒストリー』東京大学出版会 2018
- 『Spherophylon: The Integrated Lives of Earthe's Diverse Organisms』ブックエンド 2023

### 共編著
- 『滅びゆく植物を救う科学 ムニンノボタンを小笠原に復元する試み』下園文雄共著 研成社 のぎへんのほん 1989
- 『日本の野生植物 シダ』編 平凡社 1992
- 『滅びゆく日本の植物50種』編著 築地書館 1992
- 『植物と菌の系統と進化』編著 放送大学教育振興会 1995
- 『生物の種多様性』馬渡峻輔共編 裳華房 バイオディバーシティ・シリーズ 1996
- 『温暖化に追われる生き物たち 生物多様性からの視点』堂本暁子共編 築地書館 1997
- 『生物の進化と多様性』森脇和郎共編著 放送大学教育振興会 1999
- 『多様性の植物学』全3巻 加藤雅啓共編 東京大学出版会、2000
- 『進化 宇宙のはじまりから人の繁栄まで』今井竹夫、西田治文、柴崎徳明、林蘇娟共著 研成社 2000
- 『移入・外来・侵入種 生物多様性を脅かすもの』川道美枝子,堂本暁子共編 築地書館 2001
- 『生命環境科学 1 生命の多様性』編著 放送大学教育振興会 2002
- 『いのちの歴史を探そう-君のいのちの不思議 特別なことと普通のこと』岡田益吉共著 国際高等研究所 高等研選書 2003
- 『基礎生物学』新訂 石川統共編著 放送大学教育振興会 2003
- 『ゲノム生物学 生物科学革命と21世紀の社会』近藤喜代太郎共編著 放送大学教育振興会 2003
- 『多様性の生物学』編著 放送大学教育振興会 2003
- 『温暖化と生物多様性』堂本暁子共編 築地書館 2008
- 『グリーンセイバー・マスター』監修 樹木・環境ネットワーク協会編 清水善和,下園文雄,片山雅男共著 研成社 2008
- 牧野富太郎『新牧野日本植物圖鑑』大橋広好、邑田仁共編 北隆館 2008
- 『植物の百科事典』石井龍一、竹中明夫、土橋豊、長谷部光泰、矢原徹一,和田正三共編 朝倉書店 2009
- 『私たちの世界遺産 4 新しい世界遺産の登場 南アルプス「自然遺産」/九州・山口「近代化遺産」』五十嵐敬喜、西村幸夫、松浦晃一郎共編著 公人の友社 2011
- 『共生する生き物たち 微生物の世界から日本の共生観まで』仁王以智夫共著 ミネルヴァ書房 シリーズ・ともに生きる科学 2012
- 『古墳文化の煌き 百舌鳥・古市古墳群を世界遺産に』五十嵐敬喜、西村幸夫、松浦晃一郎共編著 ブックエンド 2013
- 『世界遺産の50年: 文化の多様性と日本の役割』松浦晃一郎、岩槻邦男、五十嵐敬喜、西村幸夫、藤岡麻理子、共著 ブックエンド 2022

### 翻訳
- G.T.プランス『地球植物誌計画 人間と自然との共生をはかる』監訳 紀伊国屋書店 1997
- メンデル『雑種植物の研究』須原凖平共訳 岩波文庫 1999
- IUCN編『世界の絶滅危惧生物図鑑 IUCNレッドリスト』太田英利共訳 丸善出版 2014

## 参考
- 岩槻邦男とは - コトバンク